# 1000
| Calendário gregoriano                                                        | 1000 M                                                |
| Ab urbe condita                                                              | 1753                                                  |
| Calendário arménio                                                           | 449 – 450                                             |
| Calendário bahá'í                                                            | -844 – -843                                           |
| Calendário budista                                                           | 1544                                                  |
| Calendário chinês                                                            | 3696 – 3697 Início a 8 de fevereiro (aproximadamente) |
| Calendário copta                                                             | 716 – 717                                             |
| Calendário etíope                                                            | 992 – 993                                             |
| Calendários hindus - Vikram Samvat - Calendário nacional indiano - Cáli Iuga | 1055 – 1056 921 – 922 4100 – 4101                     |
| Calendário Holoceno                                                          | 11000                                                 |
| Calendário islâmico                                                          | 390 – 391                                             |
| Calendário judaico                                                           | 4760 – 4761                                           |
| Calendário persa                                                             | 378 – 379                                             |
| Calendário rúnico                                                            | 1250                                                  |
| Calendário solar tailandês                                                   | 1543                                                  |

1000 (M, na numeração romana) foi um ano bissexto e o último ano do século X do Calendário Juliano, da Era de Cristo, e as suas letras dominicais foram G e F (52 semanas), teve início a uma segunda-feira e terminou a uma terça-feira.
No território que viria a ser o reino de Portugal estava em vigor a Era de César que já contava 1038 anos.
| Ano completo                            |
| --------------------------------------- |
| Ano bissexto com início à segunda-feira |

## Eventos
- A população mundial atinge a marca de 300 milhões.
- A pólvora é inventada na China.
- Leif Eriksson descobre a América a partir da Gronelândia, e chama-lhe Vinlândia. Os viquingues fundam um pequeno povoado em L'Anse aux Meadows, no norte na Terra Nova, que é abandonado dentro de poucos anos.
- Formação do Reino da Hungria.

## Nascimentos
- Gonçalo Trastamires, 2º senhor da Maia e um dos conquistadores de Montemor. Morreu em 1 de Setembro de 1039.
- Otão de Saboia - conde de Saboia, marquês de Turim. Morreu em 1057.
- Alberto II de Namur, Conde de Namur m. 1064.
- Mendo Alão Senhor de Bragança.
- Ricardo II de Millau, Visconde de Millau e de Rodez m. 1051.
- Guido I de Albon m. 1075), Conde de Oisans, Grésivaudan e de Briançonnais.
- Frumarico Aboazar, Senhor medieval da Maia.
- Pelaio Guterres da Silva, Senhor da Domus Fortis denominada Torre de Silva.

## Mortes
- Olavo I da Noruega.
- Ivar de Waterford, rei Viking de WaterFord e de Dublim.